# Demi-orange
Le terme demi-orange désigne à la fois un type de colline hémisphérique (colline en demi-orange) et un modelé propre aux régions tropicales humides (modelé en demi-orange). 

## Origine du terme
Ce terme vient du portugais du Brésil meia laranja (ou meio laranja) où il semble employé pour désigner certaines collines du Nordeste depuis de nombreuses décennies. En français, il semble que ce soit Jean Tricart qui l'ait popularisé. Il est également employé en anglais : « the only existing name is the French demi-orange ». 

## Description

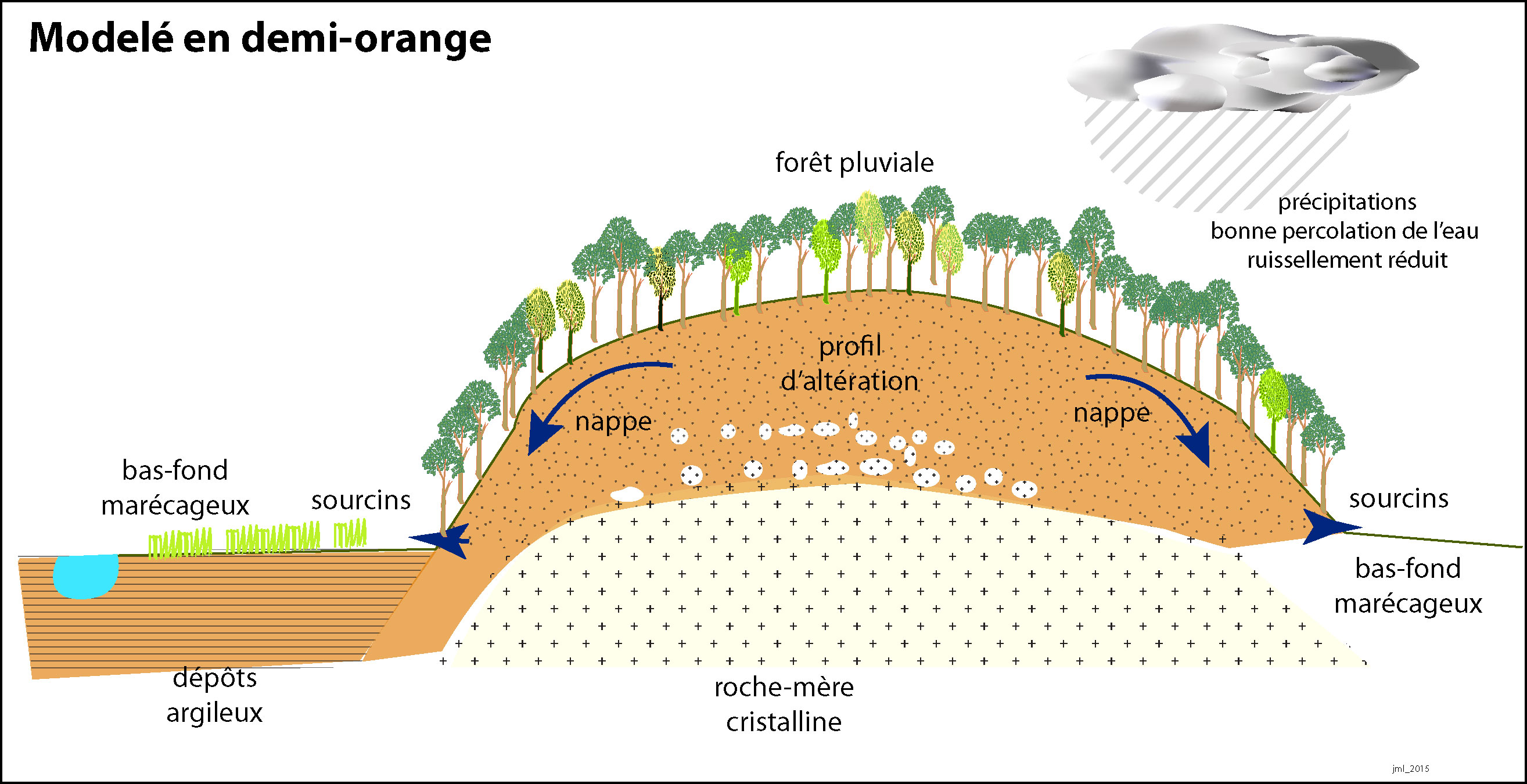

Pour le Dictionnaire de la Géographie, une demi-orange correspond à une forme de colline grossièrement hémisphérique à flancs convexes ou concavo-convexes façonnée dans les altérites de roches cristallines acides. Les demi-oranges se raccordent à des bas-fonds plats et marécageux drainés par des cours d'eau riches en méandres. Mais pour Jean Demangeot, le terme peut être élargi à certaines formes karstiques également hémisphériques comme les Chocolate Hills de l'île de Bohol aux Philippines. Bétard et Bourgeon nous donnent l'échelle de ces collines à travers l'exemple du massif de Baturité au Ceará (Brésil) : un commandement de 30 à 50 mètres pour un diamètre variant de 0,1 à un kilomètre. L'ensemble des parties sommitales des demi-oranges réparties sur de grandes étendues peut marquer la présence de surfaces d'érosion.  On observe de beaux exemples de modelés en demi-orange en Afrique centrale et au Brésil.  

## Des formes forestières instables
Tricart met en avant la faiblesse du colluvionnement et la brusque rupture de pente à la base de la colline. Les deux phénomènes s’expliquent par le soutirage de sourcins situés au niveau de cette rupture. Le modelé est caractéristique de régions forestières dans lesquelles l'altération prime sur les processus mécaniques d'érosion induits par le ruissellement. Si la forêt vient à disparaître, le ruissellement prend le dessus, les sourcins tarissent et le bas du versant s'empâte rapidement. C'est ce que l'on observe dans la Mata Atlântica brésilienne : l'aménagement de champs de canne à sucre se substituant à la forêt est à l'origine de changements bien visibles. Les processus mécaniques d'érosion peuvent alors mener au dégagement du front d'attaque de la roche et à formation de dômes rocheux.     